# Cesare Magni
Cesare Magni, oppure Magno (Milano, 1492 – Milano, 1534), è stato un pittore italiano.

## Biografia

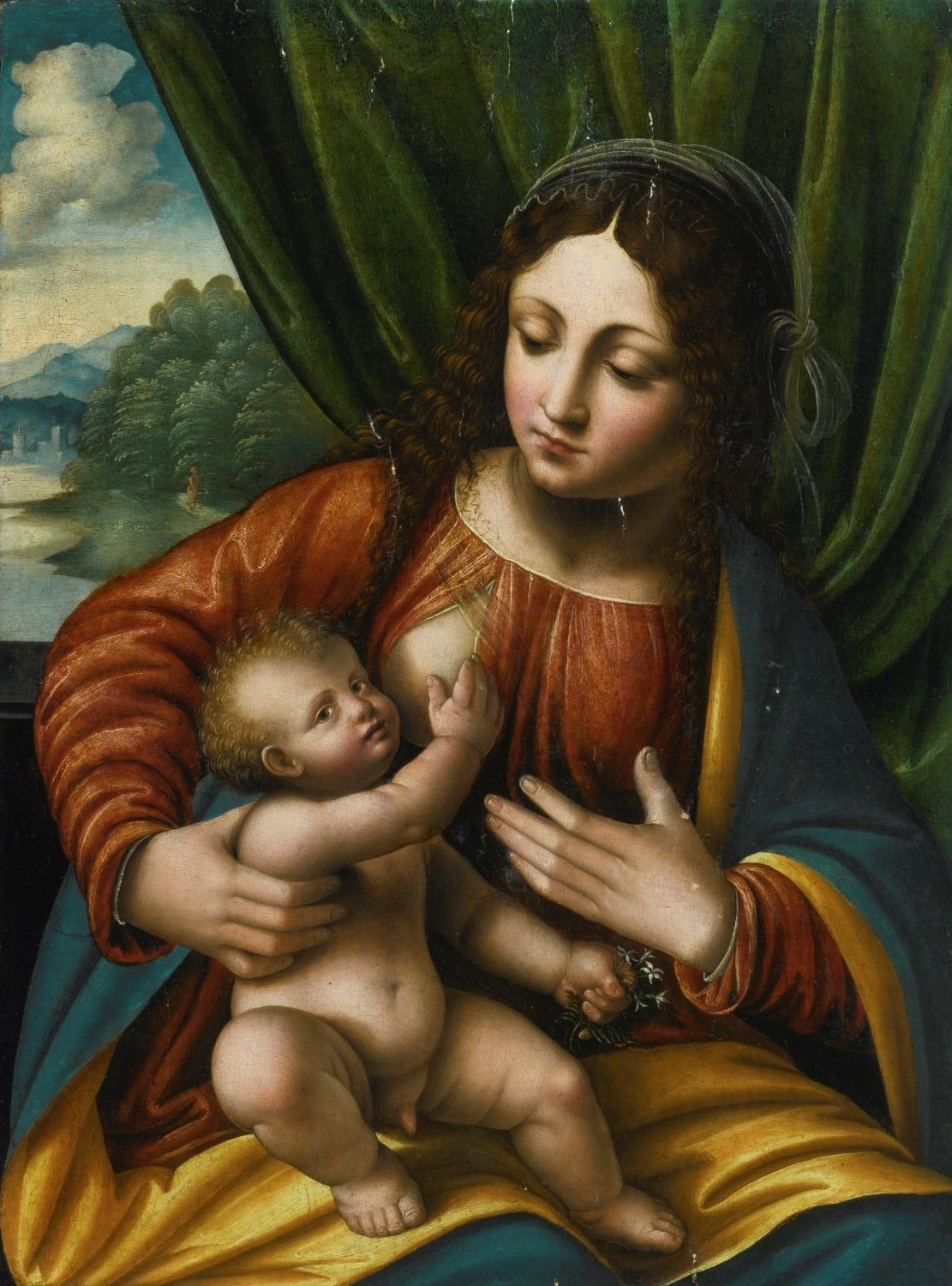
Madonna col Bambino

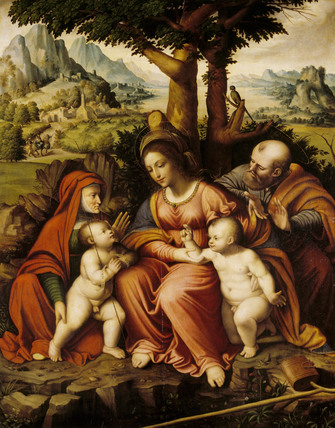
Sacra Conversazione, Collezione Berwick, Attingham Park, Shropshire

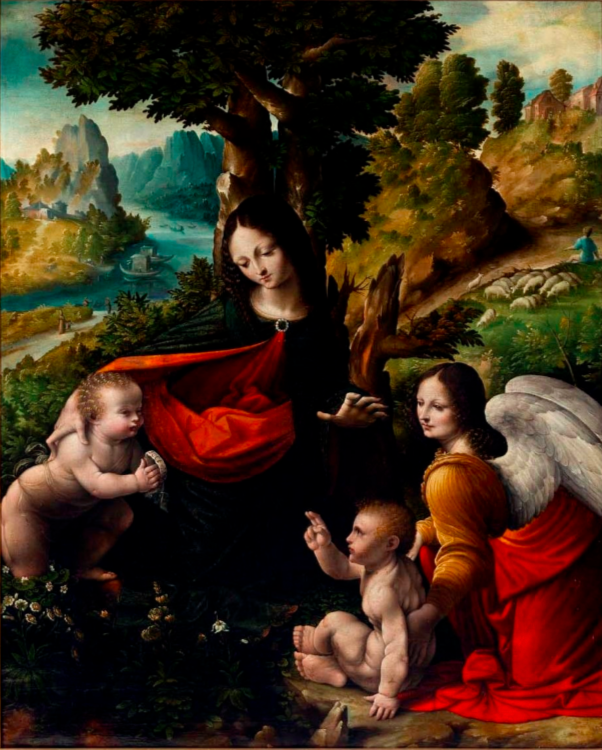
Copia della Madonna della Rocce leonardesca, Museo nazionale di Capodimonte, Napoli

Cesare Magni nacque a Milano, figlio di Francesco ed effettuò la sua formazione artistica sotto la guida di Fermo Tizzoni da Caravaggio, che lo influenzò verso una pittura di tradizione lombarda secondo i modelli di Vincenzo Foppa e Bernardo Zenale, precedenti a quelli innovativi del Bramantino, che elaborando in forme lombarde la monumentalità del Bramante, giunse a rappresentazioni di rarefatto e severo classicismo, e di Bernardino Luini, di scuola rinascimentale lombarda, riferibile al gruppo dei Leonardeschi.
Una delle sue opere d'esordio, L'adorazione dei magi, confermò le caratteristiche del suo apprendistato ed evidenziò gli elementi tipici di Magni.
Magni sposò nel 1521 Florbellina de Advocatis, dalla quale tre anni prima aveva avuto un figlio, Giovan Battista.
Nel suo testamento, redatto nel 1524 donò alla chiesa del monastero di Santa Maria delle Grazie di Milano un suo disegno raffigurante Santa Maria de San Francesco, ispirato dalla Vergine delle Rocce di Leonardo da Vinci e fu questo il suo periodo di avvicinamento all'inventore, artista e scienziato di Anchiano.
Nel 1526 Magni contrasse matrimonio con Eleonora de Magnis, dalla quale ebbe l'anno seguente il figlio Francesco.
Nel 1530 realizzò una grande tavola raffigurante la Madonna col Bambino e i santi Pietro e Girolamo per la chiesa di San Pietro alla Vigna a Milano (Pinacoteca Ambrosiana), contraddistinta da elementi leonardeschi e di Cesare da Sesto, presenti nel busto della Madonna, anche se Magni conservò una certa autonomia stilistica tendente all'accademismo, ad uno schematismo iconografico, ad un disegno ordinato ed equilibrato, ad una paziente cura nei dettagli, ad una finezza dei paesaggi sullo sfondo, come dimostrarono la Madonna col Bambino e i santi Ambrogio e Girolamo del Museo nazionale di Capodimonte a Napoli e la Sacra Conversazione in collezione Berwick ad Attingham Park, nello Shropshire, in Inghilterra.
Nel 1530 nacque il figlio Agostino e l'anno seguente ultimò una grande tavola con la Crocifissione per il duomo di Vigevano, ispirata a Raffaello Sanzio, a Leonardo, a Perugino, oltre che la Madonna e i santi Giovanni Evangelista, Girolamo, Ambrogio, Pietro Martire e Vincenzo Ferreri, in chiave neoquattrocentesca.
Nel 1532 nacque il figlio Vespasiano e l'anno seguente si impegnò a decorare la cappella del Cenacolo nel santuario di Santa Maria dei Miracoli a Saronno, eseguendo il Bacio di Giuda, l'Orazione nell'orto e i Portatori di vivande, oltre che gli affreschi dei pilastri di sostegno della cupola con San Giorgio e la principessa e San Martino e il povero, innovativi e miscelati di varie influenze.
Le altre opere sicure di Magni sono la Madonna con i santi Rocco e Sebastiano, nei depositi del Museo di Berlino-Dahlmen e una piccola copia della Cena di Leonardo, ora al Museo della Certosa di Pavia.
Tra le attribuzioni si possono menzionare la Santa Famiglia con san Giovannino nella Pinacoteca di Brera a Milano e una libera copia della leonardesca Madonna della Rocce nel Museo nazionale di Capodimonte a Napoli.
La posizione artistica di Magni si caratterizzò per un'adesione tarda ai modelli leonardeschi, che però non furono le uniche fonte di ispirazione, risultanti aperte a elementi recenti e antichi della pittura lombarda, dal Bergognone a certi atteggiamenti umanistici del Bramantino, da Gaudenzio Ferrari al Luini, e soprattutto a Cesare da Sesto.
Cesare Magni morì prima del 14 novembre 1534.
Nel 2025 in un articolo pubblicato dalla rivista Artribune si avanza l'ipotesi che la sua opera prima potrebbe essere stata la decorazione della cappella di San Galdino a Zelo Surrigone, nella campagna milanese, dopo il 1518.

## Opere principali
- L'adorazione dei magi, Collezione Borletti, Milano;
- Madonna col Bambino, Pinacoteca Malaspina, Pavia;
- Santa Maria de San Francesco, monastero di Santa Maria delle Grazie, Milano;
- Madonna col Bambino e i santi Pietro e Girolamo, Pinacoteca Ambrosiana, Milano;
- Madonna col Bambino e i santi Ambrogio e Girolamo, Museo nazionale di Capodimonte, Napoli;
- Sacra Conversazione, Collezione Berwick, Attingham Park, Shropshire;
- Crocifissione, duomo di Vigevano;
- Madonna e i santi Giovanni Evangelista, Girolamo, Ambrogio, Pietro Martire e Vincenzo Ferreri, duomo di Vigevano;
- Bacio di Giuda, santuario di Santa Maria dei Miracoli a Saronno;
- Orazione nell'orto, santuario di Santa Maria dei Miracoli a Saronno;
- Portatori di vivande, santuario di Santa Maria dei Miracoli a Saronno;
- San Giorgio e la principessa, santuario di Santa Maria dei Miracoli a Saronno;
- San Martino e il povero, santuario di Santa Maria dei Miracoli a Saronno;
- Madonna con i santi Rocco e Sebastiano, Museo di Berlino-Dahlmen;
- Santa Famiglia con san Giovannino, Pinacoteca di Brera, Milano;
- (Copia) Cena di Leonardo, Museo della Certosa di Pavia;
- (Copia) Madonna della Rocce, Museo nazionale di Capodimonte, Napoli.